# Août 1780

## Événements
- 1er août : La Suède adhère à la Ligue de neutralité armée[1].
- 3 août, Guerres anglo-marathes : les Britanniques prennent Gwâlior[2].
- 9 août : victoire franco-espagnole sur la flotte britannique à la deuxième bataille du cap Saint-Vincent[3].
- 16 août : bataille de Camden, en Caroline du Sud[1]. Victoire des forces britanniques de Charles Cornwallis sur les insurgents de Horatio Gates.
- 24 août : suppression en France de la question préparatoire qui permettait d'obtenir les aveux du prévenu, réforme inspirée par Miromesnil.
- 30 août, Espagne : création de bons du Trésor, les vales reales, véritable monnaie de papier[4].

## Naissances
- 29 août : Jean Auguste Dominique Ingres, peintre français.

## Décès
- 3 août : Étienne Bonnot de Condillac, philosophe, académicien français (fauteuil 31).
- 29 août : Jacques-Germain Soufflot, architecte classique français.